# Mathew Helm
Mathew Helm (Brisbane, 9 dicembre 1980) è un tuffatore australiano.

## Biografia
A Sidney 2000, alla sua prima Olimpiade, ha ottenuto l'ottavo posto dalla piattaforma 10 metri. 
Nel concorso sincronizzato, con il compagno di nazionale Robert Newbery, è invece arrivato quinto.
Ai campionati mondiali di nuoto di Fukuoka del 2001, totalizzando 670,23 punti, vince la medaglia di bronzo dalla piattaforma 10 metri, sfiorando il secondo posto del canadese Alexandre Despatie (670,95) che con pochi centesimi di punto in più ottiene l'argento.
Alle Olimpiadi di Atene 2004 ha vinto una medaglia d'argento e una di bronzo: la prima nel concorso dalla piattaforma 10 metri, chiudendo a 18 punti dall'irraggiungibile cinese Hu Jia; quella di bronzo invece nella prova sincronizzata sempre dalla piattaforma chiudendo, con il compagno di squadra Robert Newbery, alle spalle delle coppie cinese (oro) e inglese (argento).
Ai campionati mondiali di Barcellona 2003 ottiene la medaglia d'argento dalla piattaforma 10 metri chiudendo però con molto distacco rispetto ad Alexandre Despatie.
Con Robert Newbery, vince invece l'oro nella prova sincronizzata.
Alle Olimpiadi di Pechino 2008, nei sincronizzati, piattaforma 10 metri, sempre in coppia con Robert Newbery, ha sfiorato la medaglia di bronzo chiudendo al quarto posto con 444,84 punti a soli 42 centesimi di punto dalla coppia russa formata da Gleb Sergeevič Gal'perin e Dmitriy Dobroskok (445,26). 
Nel concorso individuale dopo essersi qualificato per la finale dalla piattaforma 10 metri, ha chiuso al sesto posto con 467,70 punti, molto distante dal compagno di squadra Matthew Mitcham che con 537.95 punti ha vinto la medaglia d'oro.

## Vita privata
È apertamente omosessuale.

## Palmarès
- Giochi olimpici

Atene 2004: argento nella piattaforma 10 m e bronzo nel sincro 10 m.
- Mondiali di nuoto

Fukuoka 2001: bronzo nel trampolino 1 metro.
Barcellona 2003: oro nel sincro 10 m e argento nella piattaforma 10 m.
- Coppa del Mondo di tuffi

Siviglia 2002: bronzo nella piattaforma 10 m sincro
- Giochi del Commonwealth

Melbourne 2006: oro nella piattaforma 10 m e nel sincro 10 m.